# Нове (Баштанський район)
Нове́ — село в Україні, у Казанківській селищній громаді Баштанського району Миколаївської області. Населення становить 29 осіб.